# بابكة
بابكة  قرية سوريّة تتبع إداريّاً لمحافظة حلب منطقة الأتارب ناحية أبين سمعان، بلغ تعداد سكانها 1,336 نسمة حسب التعداد السكاني لعام 2004.